# Luzuriaga radicans
 Luzuriaga radicans («quilineja», «esparto», «azahar del monte») es una especie fanerógama perteneciente a la familia de las alstroemeriáceas. El epíteto específico «radicans» hace referencia a las raíces trepadoras características de esta especie.

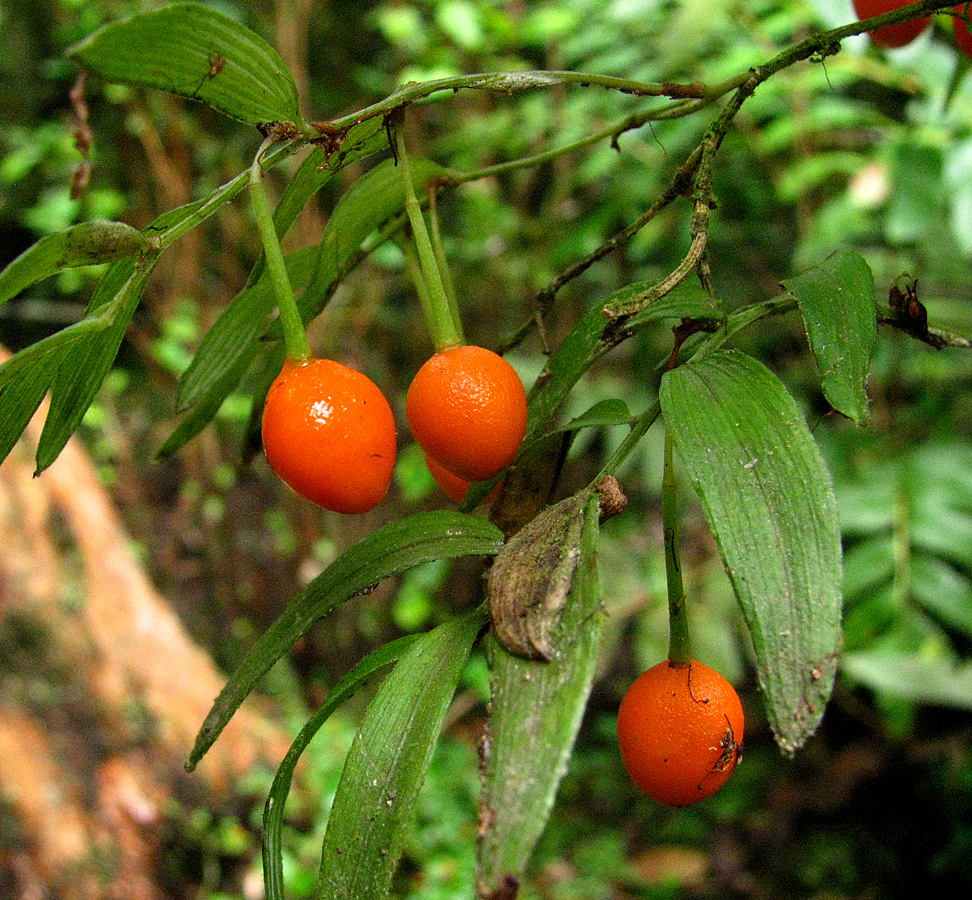
Fruto

## Descripción
Es un planta trepadora, siempreverde que se adhiere a los  troncos por medio de raíces finas. Las hojas son alternas, dísticas, de borde entero, de forma oblongo-lanceoladas con el ápice agudo que termina en un mucrón. Las láminas foliares son de color verde claro de 1 a 4 cm de longitud y 0,3 a 1 cm de ancho. En el envés se aprecian claramente 9 a 13 líneas de color blanco. Las flores hermafroditas de 1 cm de largo, solitarias o reunidas de dos a cuatro en inflorescencias. Presentan seis tépalos desiguales de color blanco, seis estambres, estilo más largo que los estambres, terminado en un estigma tri-lobulado. El fruto es una baya globosa, lisa, comestible, de color rojo-anaranjado, de 0,8 a 1 cm de diámetro; en su interior se encuentran hasta doce semillas aplanadas de 4 mm de largo.

## Distribución geográfica y hábitat
Es nativa de Chile, desde la provincia de Colchagua a la provincia de Aysén, donde crece en lugares sombríos y húmedos.

## Importancia económica y cultural
Tiene un gran potencial como especie ornamental. 
Los tallos se utilizan en cestería, para confeccionar artesanías y utensilios domésticos, tales como canastos y escobas, pero hasta hace unas décadas también se utilizó para hacer sogas y cercos. La introducción de utensilios de otros materiales y la escasez de quilineja, por su extracción y por la destrucción de los bosques, han disminuido actualmente su papel en la fabricación de objetos utilitarios, pero existen artesanos que fabrican objetos ornamentales.
Sus frutos son comestibles, aunque algo insípidos, se pueden hacer con ellos diversas preparaciones.[cita requerida] En la mitología chilota, el Trauco es una criatura del bosque que viste de quilineja y se alimenta de sus frutos.